# 上海交响乐团音乐厅
上海交响乐团音乐厅，位于中国上海市徐汇区湖南路街道复兴中路1380号，是上海交响乐团的驻地，2014年9月6日启用。

## 建筑

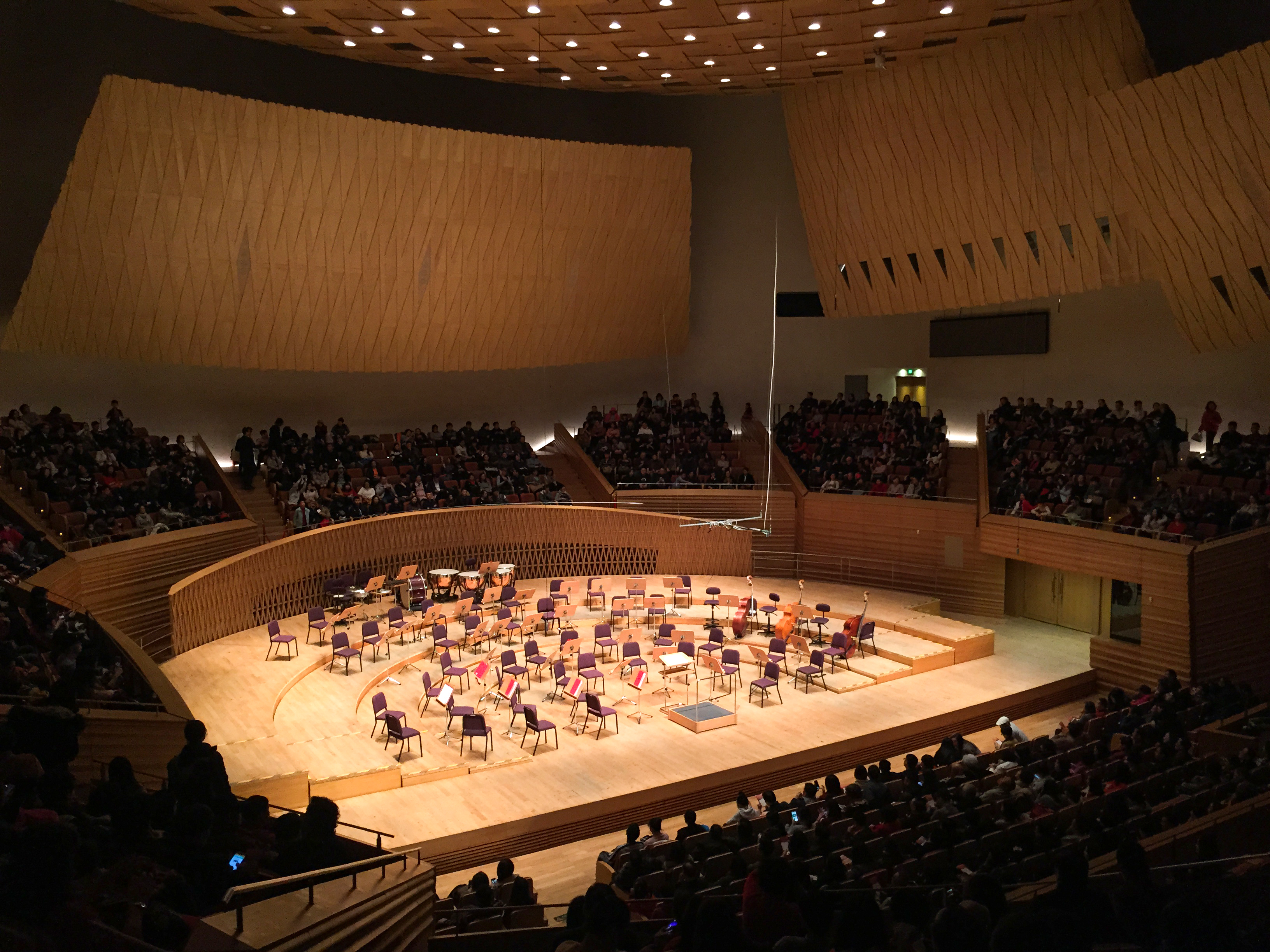
音乐厅内部（2018年1月）

上海交响乐团音乐厅由日本建筑师矶崎新进行建筑设计，日本永田音響設計进行声学建筑设计，德国隔而固公司进行隔振防震设计。
建筑设有可容纳1200人的主厅和可容纳400人的演艺厅。该音乐厅官方昵称为“馄饨皮”。

## 建设历程
上海交响乐团音乐厅的所在地在民国时期为东华体育会体育场（后改称东华球场），设有大足球场1片和网球场2片，1955年改称常熟运动场，由徐汇区体委管辖。20世纪60年代初，上海市体委在原常熟运动场西半部建造上海市跳水池，东半部改造成小足球场。跳水池于1964年8月建成，成为上海市举行游泳、跳水、水球等竞赛的主要场地，此后每年夏季更有30万人次在此游泳，场地东侧的小足球场则于1980年改建成网球场。1983年成立的上海冬泳俱乐部也以上海跳水池为基地。20世纪90年代，随着上海游泳馆的建成，原有的跳水池逐渐年久失修，后来更成为空闲地块。
上海交响乐团自1879年成立以来长期缺少专属音乐厅，仅靠租场演出，乐团1957年入驻的湖南路105号总部也存在隔音效果不佳的问题。为此，上海交响乐团决定建设专属音乐厅，在原上海跳水池所在地实施的迁建工程于2008年6月批准立项，设计方案于2008年10月公开招标。
由于衡山路—复兴路历史文化风貌区存在建筑高度限制，音乐厅近一半的建筑结构需在地下完成，而上海轨道交通10号线穿过音乐厅底部，相隔最近处仅6米，音乐厅的隔音、避震成为需率先考虑的问题。为此，上海交响乐团决定邀请曾参与设计三得利音樂廳和札幌音乐厅的永田音響设计担纲声学设计，其首席声学建筑家丰田泰久制定出音响设计方案后，上海交响乐团开始招标寻找建筑设计者，最终矶崎新的方案入围。
2009年9月，上海交响乐团音乐厅开工建设。设计团队于2010年耗资130万元，以大排练厅1:10的比例搭建声学测试模型。基坑围护和桩基工程于2011年5月完成，基坑底板则于2011年11月23日浇灌完毕。
2012年8月，音乐厅底部的弹簧隔振器开始吊装，300个隔振器在数天内安放完毕。同年12月30日，上海交响乐团新厅宣布实现结构封顶。2013年11月8日，新厅在竣工之际首次对普通观众及媒体开放。
竣工后的上海交响乐团音乐厅于2014年4月15日首次公开进行声学测试。上海交响乐团也从2014年4月初开始从湖南路105号迁往新音乐厅，最后一场在湖南路演奏厅举办的室内音乐会则于2014年6月27日举行。2014年6月20日，新厅开始公开征集昵称。
上海交响乐团音乐厅落成后首次举行的全负荷演出为2014年6月28日下午举行的上海市民演奏大赛展演暨颁奖典礼。同年7月4日，由于上海降雨，原定在浦东双辉广场举行的上海夏季音乐节开幕音乐会移至仍处于试运营阶段的上海交响乐团音乐厅举行。2014年9月6日，上海交响乐团音乐厅正式开幕。
2019年7月8日起，上海交响乐团音乐厅冠名捷豹上海交响音乐厅。冠名的原因是英国汽车品牌捷豹与上海交响乐团音乐厅达成长期战略合作关系。